# آد د خراف
آد د خراف (هلندی: Aad de Graaf; ۲۲ اکتبر ۱۹۳۹ – ۲۱ ژوئیهٔ ۱۹۹۵) دوچرخه‌سوار اهل هلند بود.